# هایپریون (قمر)
هایپریون (به انگلیسی: Hyperion) (haɪˈpɪəriən, یا به یونانی Ὑπερίων) ماه طبیعی زحل است که توسط ویلیام کرنچ بوند، جورج فیلیپس بوند و ویلیام لاسل و در سال ۱۸۴۸ میلادی کشف شد این جسم شکل نامنظم داشته و چرخشش نیز نامنظم است.